# Liste der Monuments historiques in Saint-Léger (Alpes-Maritimes)
Die Liste der Monuments historiques in Saint-Léger (Alpes-Maritimes) führt die Monuments historiques in der französischen Gemeinde Saint-Léger auf.

## Liste der Objekte
| Bezeichnung             | Beschreibung                                                                            | Standort | Kennzeichnung | Schutzstatus | Datum | Bild |
| ----------------------- | --------------------------------------------------------------------------------------- | -------- | ------------- | ------------ | ----- | ---- |
| Retabel des Hauptaltars | Holz, polychrom gefasst, vergoldet, 18. Jahrhundert; in der Kirche St-Jacques-le-Majeur | (Lage)   | PM06000918    | Classé       | 1964  |      |